# ロバート・エイクマン
ロバート・エイクマン（Robert Aickman、1919年6月27日 - 1981年2月26日）は、イギリスの怪奇小説家。
ロンドン生まれ。
祖父は、ブラム・ストーカーと同時期の怪奇作家であるリチャード・マーシュ(Richard Marsh)。
1975年、短編「Pages From a Young Girl's Diary」で第一回世界幻想文学大賞短編賞を受賞。

## 邦訳作品

### 短編集
- 『奥の部屋』（今本渉訳、国書刊行会、魔法の本棚） 1997年
  - 「学友」 The School Friend
歳月社『幻想と怪奇』1974年9月号「特集：幽霊屋敷」にも収載
  - 「髪を束ねて」 Bind Your Hair
  - 「待合室」 The Waiting Room
  - 「恍惚」 Ravissante
  - 「奥の部屋」The Inner Room

### 短編
- 「死者を呼ぶ鐘」 Ringing the Changes (F&SF 1971/5) 
朝日ソノラマ文庫海外シリーズ『魔の誕生日』に収載
「鳴りひびく鐘の町」の訳題で、ミステリマガジン1985年8月号、ハヤカワ・ミステリ文庫『ロアルド・ダールの幽霊物語』に収載
- 「マーク・インゲストリ - 客の物語」 Mark Ingestre: The Customer's Tale
ハヤカワ文庫『闇の展覧会 Vol.1』『闇の展覧会 - 敵』に収載
- 「一輪の花に如かず」 No Stronger than Flowers 
ミステリマガジン1990年8月号に収載
「花よりもはかなく」の訳題で筑摩書房・英国短篇小説の愉しみ1『看板描きと水晶の魚』に収載
- 「同じ犬」 The Same Dog 
ミステリマガジン2001年1月号に収載
- 「強制ゲーム」 Compulsory Games 
番町書房『続・世界怪奇ミステリ傑作選』に収載
- 「列車」 The Trains 
国書刊行会『怪奇小説の世紀 第3巻 夜の怪』に収載
- 「何と冷たい小さな君の手よ」 Your Tiny Hand Is Frozen 
早川書房・新版異色作家短編集『棄ててきた女 -アンソロジー/イギリス篇』に収載